# امامزاده آقا علی عباس و شاهزاده محمد
امامزاده آقا علی عباس و شاهزاده محمد زیارتگاهی در استان اصفهان، شهرستان نطنز قرار گرفته که مدفن آقا علی‌عباس و شاهزاده محمد منسوب به فرزندان موسی کاظم است. این زیارتگاه مورد توجه و اعتقاد فراوان مردم کاشان و آران و بیدگل و نطنز است. این بنا توسط سرهنگ زاهدی، رییس ساواک اصفهان شروع به ساخت شده و پس از انقلاب تکمیل شد. 